# Coye-la-Forêt

Coye-la-Forêt este o comună în departamentul Oise, Franța. În 1 ianuarie 2022 avea o populație de 3.868 de locuitori.